# Liste der Wappen im Landkreis Wittmund
Diese Liste beinhaltet alle in der Wikipedia gelisteten Wappen des Landkreises Wittmund (Niedersachsen).

Wappen des Landkreises Wittmund (Details)
Lage des Landkreises Wittmund in Niedersachsen

## Samtgemeindewappen

Samtgemeinde Esens (Details)
Samtgemeinde Holtriem (Details)

## Städte und Gemeinden

Gemeinde Blomberg
Gemeinde Dunum (Details)
Stadt Esens (Details)
Stadt Esens (Details)
Gemeinde Eversmeer
Gemeinde Friedeburg (Details)
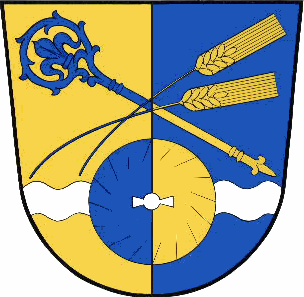
Gemeinde Holtgast (Details)
Gemeinde Langeoog (Details)
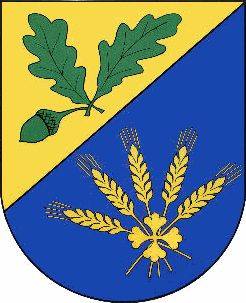
Gemeinde Moorweg (Details)
Gemeinde Nenndorf
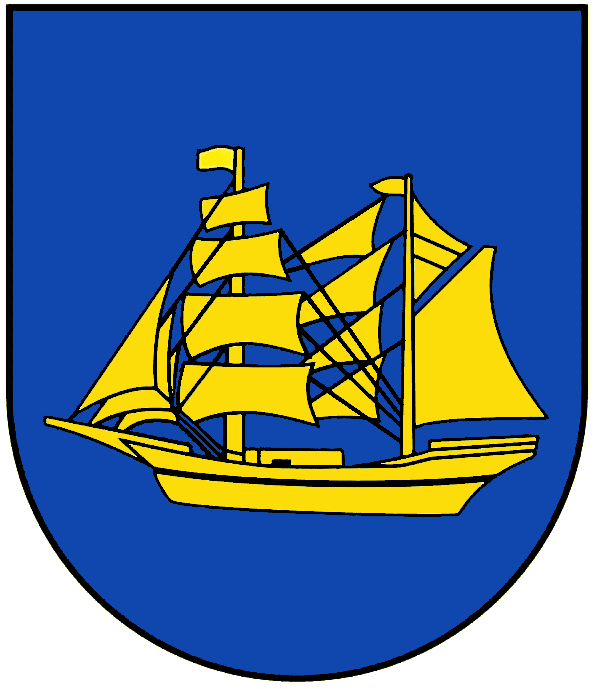
Gemeinde Neuharlingersiel (Details)
Gemeinde Neuschoo
Gemeinde Ochtersum
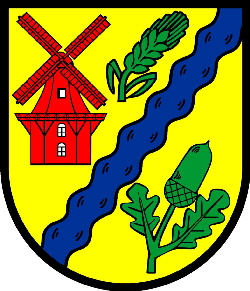
Gemeinde Schweindorf
Gemeinde Spiekeroog (Details)
Gemeinde Stedesdorf (Details)
Gemeinde Utarp
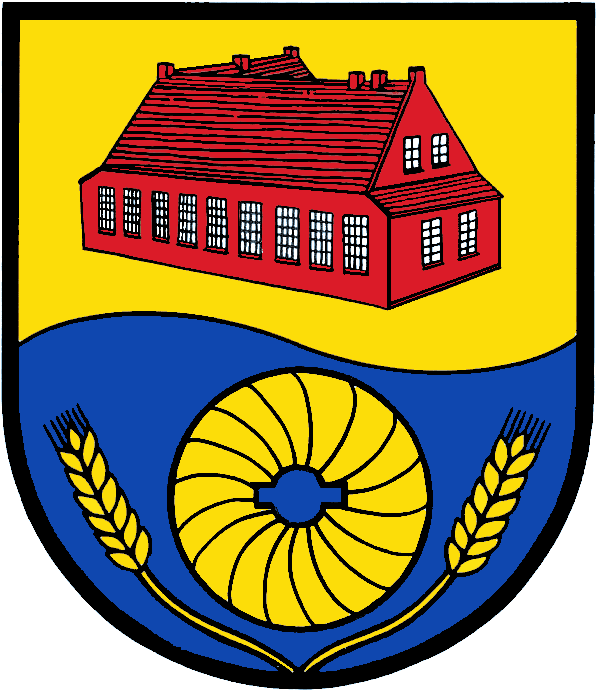
Gemeinde Werdum (Details)
Gemeinde Westerholt
Stadt Wittmund (Details)

Die Gemeinde Langeoog führt offiziell kein Wappen, benutzt aber das Dienstsiegel als solches.